# Жамбълски район (Жамбълска област)
Вижте пояснителната страница за други значения на Жамбълски район.
Жамбълски район (на казахски: Жамбыл ауданы) е съставна част на Жамбълска област, Казахстан, с обща площ 4240 км2 и население 84 160 души (по приблизителна оценка към 1 януари 2020 г.).
Административен център е село Асса.